# Come and Go
Come and go
Come and go é uma peça de Samuel Beckett. Escrita em inglês em 1965, publicada primeiramente em francês em 1966, e encenada pela primeira vez em 1966 no Schiller-Theater Werkstatt em Berlim.

## Personagens
Flo, Vi, Ru. três mulheres de idade indeterminada.

## Sinopse
as três mulheres estão sentadas num banco em silencio. Ru prefere não falar com as outras. Vi sai pela direita. Flo pergunta o que Ru acha de Vi. Flo se aproxima de Ru e menciona algum segredo sobre Vi no seu ouvido. Ru fica surpresa. Vi volta ao banco. Flo sai pela esquerda. Ru pergunta a Vi o que ela pensa sobre Flo. Ru se aproxima de Vi e menciona algum segredo sobre Flo no seu ouvido. Vi fica supresa. Flo retorna ao banco. Ru sai pela direita. Vi pergunta a Flo o que ela acha de Ru. Vi se aproxima de Flo e conta algum segredo sobre Ru no seu ouvido. Flo fica supresa. Ru retorna ao banco
As três dão as mãos e Vi prefere não falar dos velhos tempos e nem do que veio antes.

## Acessar
- «Título ainda não informado (favor adicionar)» texto online